# Henry Hugh Peter Deasy
Henry Hugh Peter Deasy (29 de junio de 1866 - 24 de enero de 1947) fue un oficial del ejército irlandés, fundador de la Deasy Motor Car Company y escritor. 

## Carrera
Deasy nació en Dublín, único hijo superviviente de Rickard Deasy, juez de la Corte de Apelaciones de Irlanda, y de Monica O'Connor. 
Permaneció como oficial del ejército británico (principalmente en la India) entre 1888 y 1897, cuando se retiró. 
Después de completar su etapa en el ejército, se convirtió en uno de los primeros occidentales en escribir un relato detallado sobre el Tíbet, describiendo sus viajes entre 1897 y 1899. En consecuencia, se le otorgó la Medalla del Fundador de la Royal Geographical Society en 1900 por inspeccionar casi 40 000 millas cuadradas (103 600 km²) del Himalaya. También proporcionó fotografías para un libro de Percy W. Church. 
En 1903 ayudó a promover la Compañía Rochet-Schneider, conduciendo un automóvil de Londres a Moscú sin escalas. También condujo un automóvil Martini por un ferrocarril de montaña cerca de Montreux, Suiza. En aquel momento, se formó la compañía HHP Deasy and Co. para importar automóviles Rochet-Schneider y Martini al Reino Unido. En 1906 se fundó The Deasy Motor Car Manufacturing Co., que se hizo cargo de la fábrica que anteriormente utilizaba la Iden Car Co. en Parkside, Coventry. El 9 de marzo de 1908, Deasy dimitió, tras una disputa con el diseñador de los coches, Edmund W. Lewis. 
En 1913, como miembro del consejo de la Asociación de Mejoramiento de Carreteras, presentó un diseño para un tipo estándar de poste de dirección y placa para su adopción por las autoridades de carreteras. 

## Trabajos
- "In Tibet and Chinese Turkestan; vol. 1" (En el Tíbet y el Turquestán chino); vol. 1